# Jules Assézat
Pour les articles homonymes, voir Assézat.
Jules Assézat (parfois Assezat) est un homme de lettres et journaliste français né le 21 janvier 1832 à Paris et mort à Paris 5e le 24 juin 1876. Assézat était également un anthropologue,. Il est le principal éditeur scientifique de l'édition dite Assézat-Tourneux des œuvres complètes de Denis Diderot, en 1875 ; celle-ci fut en fait achevée par Maurice Tourneux.
Il a donné son nom à un repère anthropométrique, le triangle d'Assézat, utilisant des données faciales pour mesurer le degré de prognathisme,.
Il a par ailleurs collaboré aux journaux et revues suivantes : Réalisme, Revue nationale, Revue de Paris, Revue politique et littéraire, Bulletin du bibliophile, L’Intermédiaire des chercheurs et des curieux, Revue d’anthropologie, Journal des débats.